# Flávia Noronha
Flávia Noronha (São Paulo, 14 de maio de 1983) é uma jornalista, apresentadora, mestre de cerimonia, radialista e especialista musical brasileira. Apresentadora do TV Fama e jurada do reality show musical Shadow Brasil.

## Carreira
Nascida em São Paulo, Flávia chegou a iniciar a faculdade de Direito, mas se transferiu para o curso de Jornalismo, tendo se formado em 2007, pelas Faculdades Integradas Alcântara Machado. Iniciou sua carreira em 2005 como estagiária da Rede Bandeirantes na redação do Primeiro Jornal e Brasil Urgente. Estreou como repórter em 2006 no programa Esporte Total e no canal de noticias BandNews TV.
Em 2008 foi contratada pela RedeTV!, onde tornou-se apresentadora do TV Esporte Notícias e, posteriormente, do RedeTV! Esporte. Em 2010, cobriu pela primeira vez os Bastidores do Carnaval da RedeTV!, ao lado de Nelson Rubens. Depois da cobertura, foi convidada para apresentar o TV Fama, onde ficou até 2021. Em 29 de junho, Flávia deixou a RedeTV! e assinou com o SBT. No ano seguinte, voltou a RedeTV!.

## Filmografia

### Televisão
| Ano                   | Título                     | Cargo                                | Emissora          |
| --------------------- | -------------------------- | ------------------------------------ | ----------------- |
| 2006                  | Esporte Total              | Repórter                             | Rede Bandeirantes |
| 2007-08               | Jornal BandNews            | Apresentadora                        | BandNews TV       |
| 2008                  | TV Esporte Notícias        | Apresentadora                        | RedeTV!           |
| 2009                  | Leitura Dinâmica 1ª Edição | Apresentadora                        | RedeTV!           |
| 2009–10               | RedeTV! Esporte            | Apresentadora                        | RedeTV!           |
| 2010–21 2022–presente | TV Fama                    | Apresentadora                        | RedeTV!           |
| 2022-23               | Programa Raul Gil          | Jurada/Shadow Brasil-Jovens Talentos | SBT               |